# Очерки событий из российской истории, сочинённые и гравированные профессором живописи Ф. Бруни
«Очерки событий из российской истории, сочинённые и гравированные профессором живописи Ф. Бруни» — альбом, исполненный по заказу Общества поощрения художников и изданный в 1839 году. Автором пояснительного текста был М. Резвой. Фёдор Антонович Бруни создал десять гравюр для этого альбома. Работу над серией художник начал в Риме в январе 1826 года. Сюжеты он взял из «Истории государства российского» Николая Михайловича Карамзина, описывающего Российскую историю начиная со времён скифов, славян до времён Ивана Грозного и Смутного времени.
Альбом состоит из двух тетрадей по пять рисунков и посвящён императору Николаю I. Текст приложен на десяти отдельных листах. Рисунки размещены на больших листах в длину, гравированы в очерках, с лёгкими тенями. Медные доски с гравированными самим Бруни рисунками были переданы бывшему казначею Общества поощрения художников Савину, для вырезания на них подписей; после смерти Савина они пропали. Ф. А. Бруни написал ещё 18 работ для этой серии, но они остались неизданными.

## Гравюры из альбома
| № | Название                                                      | Описание | Иллюстрация |
| - | ------------------------------------------------------------- | --- | ----------- |
|   |                                                               | Рисунок самого Бруни, сидящего на стуле и читающего книгу, которая лежит у него на коленях. Справа открытая папка и бюст Карамзина. |             |
| 1 | Призвание варяжских князей                                    | Художник изобразил момент, когда славянские послы явились к варяжским князьям. Рюрик, Синеус и Трувор в норманских доспехах слушают предложение славянского посла. |             |
| 2 | Гибель русского флота под Царьградом                          | См. также: Поход руси на Царьград (860) |             |
| 3 | Прибытие в Киев епископа                                      | См. также: Крещение Руси |             |
| 4 | Смерть Аскольда и Дира                                        | См. также: Аскольд и Дир |             |
| 5 | Поход Олега в Царьград по реке Днепру                         | См. также: Русско-византийская война 907 года |             |
| 6 | Олег прибивает щит свой к вратам Царьграда                    | Бруни показал момент триумфа русских войск. На гравюре изображена городская стена Византии. Олег, окружённый своими воинами, стоит перед её вратами. Двое из его сподвижников прибивают щит победителя. С правой стороны греческие воины спокойно взирают на своё унижение.                                   |             |
| 7 | Кончина Олега                                                 | На гравюре изображён старый Вещий Олег у могилы своего коня, кости которого только что отрыты. Князь наступил на череп, вылезшая из которого змея уже обвилась вокруг его ноги. Ужас выражен на лицах людей, окружающих князя. Юноша с мечом и человек с заступом пытаются убить змею, но уже слишком поздно. |             |
| 8 | Действие греческого огня при осаждении Константинополя Игорем | См. также: Русско-византийская война 941—944 годов |             |
| 9 | Мщение Ольги против послов древлянских                        | См. также: Месть Ольги древлянам |             |

## Гравюры, не вошедшие в альбом
| №  | Название                                                                                        | Описание                                                                                                 | Иллюстрация                                      |
| -- | ----------------------------------------------------------------------------------------------- | --- | ------------------------------------------------ |
| 1  | Первый воинский подвиг Святослава                                                               | Карамзин, I, VII Архивная копия от 17 июля 2020 на Wayback Machine; см. также: Святослав Игоревич        |                                                  |
| 2  | Убиение Игоря древлянами                                                                        | См. также: Смерть Игоря Рюриковича                                                                       |                                                  |
| 3  | Молодой киевлянин извещает Претича об опасности Киева, осаждённого печенегами                   | Карамзин, I, VII Архивная копия от 17 июля 2020 на Wayback Machine                                       |                                                  |
| 4  | Свидание Святослава с императором Цимисхием                                                     | Карамзин, I, VII Архивная копия от 17 июля 2020 на Wayback Machine                                       |                                                  |
| 5  | Крещение Ольги                                                                                  | См. также: Крещение Ольги в Константинополе                                                              |                                                  |
| 6  | Крещение Руси                                                                                   | См. также: Крещение Руси                                                                                 |                                                  |
| 7  | Владимир, пылая мщением убить Бориславу, бросает меч свой при трогательном действии своего сына | Карамзин, I, IX Архивная копия от 17 июля 2020 на Wayback Machine                                        | Архивная копия от 17 мая 2021 на Wayback Machine |
| 8  | Первые христианские мученики в Киеве                                                            | Карамзин, I, IX Архивная копия от 17 июля 2020 на Wayback Machine                                        | Архивная копия от 17 мая 2021 на Wayback Machine |
| 9  | Убиение Бориса                                                                                  | Карамзин, II, I Архивная копия от 17 июля 2020 на Wayback Machine                                        |                                                  |
| 10 | Любический съезд князей под председательством Владимира Мономаха                                | Карамзин, II, VI Архивная копия от 17 мая 2021 на Wayback Machine; см. также: Любечский съезд            |                                                  |
| 11 | Нестор летописец                                                                                | См. также: Нестор Летописец                                                                              |                                                  |
| 12 | Ослепление Василька Теребовльского                                                              | Карамзин, II, VI Архивная копия от 17 мая 2021 на Wayback Machine; см. также: Василько Ростиславич       |                                                  |
| 13 | Убиение Андрея Боголюбского                                                                     | Карамзин, III, I Архивная копия от 17 мая 2021 на Wayback Machine; см. также: Андрей Юрьевич Боголюбский |                                                  |
| 14 | Плен Игоря Северского                                                                           | См. также: Игорь Святославич                                                                             |                                                  |
| 15 | Игорь Северский и Всеволод Трубчевский на Каяле-реке                                            | Карамзин, III, III Архивная копия от 17 мая 2021 на Wayback Machine                                      | Архивная копия от 14 мая 2021 на Wayback Machine |
| 16 | Битва на Сале, где Владимир Мономах разбил половцев                                             | Карамзин, II, VI Архивная копия от 17 мая 2021 на Wayback Machine; см. также: Битва при Салнице          |                                                  |
| 17 | Гибель Олега, растоптанного конями Владимира                                                    | |                                                  |
| 18 | Избиение половецкого посольства при Мономахе                                                    | Карамзин, II, VI Архивная копия от 17 мая 2021 на Wayback Machine; см. также: Муромский поход (1096)     | Архивная копия от 17 мая 2021 на Wayback Machine |